# هگزافلورونیوم بروماید
هگزافلورونیوم بروماید (انگلیسی: Hexafluronium bromide) یک داروی شل کننده عضلات است. این ماده به عنوان یک آنتاگونیست گیرنده نیکوتین استیل کولین عمل می کند.